# Ulrich Runggaldier
Ulrich Runggaldier (* 1949 in Brixen; † 2021) war ein italienischer Rechtswissenschaftler.

## Leben
Er war von 1977 bis 1984 Universitätsassistent an der Universität Innsbruck. Nach der Habilitation 1983 in Innsbruck war er von 1984 bis 2011 ordentlicher Universitätsprofessor und Vorstand des Instituts für österreichisches und europäisches Arbeitsrecht und Sozialrecht an der Wirtschaftsuniversität Wien.

## Schriften (Auswahl)
- Kollektivvertragliche Mitbestimmung bei Arbeitsorganisation und Rationalisierung. Frankfurt am Main 1983, ISBN 3-7875-0217-3.
- mit Julia Eichinger: Arbeitszeugnis. Alles, was der Praktiker wissen muss, alles, was den Juristen interessiert. Wien 1989, ISBN 3-7007-0016-4.
- mit Georg Schima: Manager-Dienstverträge. Wien 2014, ISBN 978-3-214-08331-1.
- mit Christina Hießl: Grundzüge des europäischen Arbeits- und Sozialrechts. Wien 2014, ISBN 3-7073-2981-X.